# Zdeněk Svoboda
Zdeněk Svoboda (ur. 20 maja 1972 w Brnie) – czeski piłkarz grający na pozycji ofensywnego pomocnika. 9 razy wystąpił w reprezentacji Czech.

## Kariera klubowa
Karierę piłkarską Svoboda rozpoczynał w klubie Sokol Soběsice. Następnie w 1980 roku został piłkarzem Zbrojovki Brno. W 1989 roku awansował do kadry pierwszej drużyny i wtedy też zadebiutował w pierwszej lidze czechosłowackiej. W 1991 roku odszedł do Dukli Praga, w której grał przez półtora roku, a w 1992 roku wrócił do klubu z Brna, noszącego wówczas nazwę Boby Brno.
W 1993 roku Svoboda został zawodnikiem Sparty Praga. W Sparcie przez kolejne sezony był podstawowym zawodnikiem. W 1994 roku wywalczył ze Spartą swoje pierwsze w karierze mistrzostwo Czech, a po tytuł mistrzowski sięgał także w latach 1995, 1997, 1998, 1999, 2000 i 2001. Wraz ze Spartą zdobył także Puchar Czech w 1996 roku.
W 2002 roku Svoboda odszedł ze Sparty do belgijskiego KVC Westerlo. W lidze belgijskiej grał przez 3 sezony. W 2005 roku został zawodnikiem czwartoligowego niemieckiego klubu, BV Cloppenburg. Z kolei w sezonie 2006/2007 grał w maltańskiej Sliemie Wanderers. Karierę kończył w 2009 roku w czwartoligowym czeskim klubie Marila Votice.
| Sezon   | Klub              | Kraj           | Rozgrywki      | Mecze | Bramki |
| ------- | ----------------- | -------------- | -------------- | ----- | ------ |
| 1989/90 | FC Zbrojovka Brno | Czechosłowacja | I liga         | 1     | 0      |
| 1990/91 | FC Zbrojovka Brno | Czechosłowacja | I liga         | 14    | 2      |
| 1990/91 | Dukla Praga       | Czechosłowacja | I liga         | 13    | 1      |
| 1991/92 | Dukla Praga       | Czechosłowacja | I liga         | 10    | 1      |
| 1992/93 | Boby Brno         | Czechosłowacja | I liga         | 15    | 1      |
| 1993/94 | Sparta Praga      | Czechy         | Gambrinus Liga | 25    | 3      |
| 1994/95 | Sparta Praga      | Czechy         | Gambrinus Liga | 34    | 1      |
| 1995/96 | Sparta Praga      | Czechy         | Gambrinus Liga | 26    | 4      |
| 1996/97 | Sparta Praga      | Czechy         | Gambrinus Liga | 25    | 4      |
| 1997/98 | Sparta Praga      | Czechy         | Gambrinus Liga | 15    | 2      |
| 1998/99 | Sparta Praga      | Czechy         | Gambrinus Liga | 4     | 0      |
| 1999/00 | Sparta Praga      | Czechy         | Gambrinus Liga | 23    | 3      |
| 2000/01 | Sparta Praga      | Czechy         | Gambrinus Liga | 16    | 1      |
| 2001/02 | Sparta Praga      | Czechy         | Gambrinus Liga | 0     | 0      |
| 2002/03 | KVC Westerlo      | Belgia         | Eerste Klasse  | 3     | 1      |
| 2003/04 | KVC Westerlo      | Belgia         | Eerste Klasse  | 9     | 0      |
| 2004/05 | KVC Westerlo      | Belgia         | Eerste Klasse  | 10    | 0      |
| 2005/06 | BV Cloppenburg    | Niemcy         | Oberliga       | 13    | 1      |
| 2006/07 | Sliema Wanderers  | Malta          | Premier League | 12    | 2      |
| 2007/08 | Marila Votice     | Czechy         | IV liga        | ?     | ?      |
| 2008/09 | Marila Votice     | Czechy         | IV liga        | 10    | 4      |

## Kariera reprezentacyjna
W reprezentacji Czech Svoboda zadebiutował 4 września 1996 w wygranym 2:1 towarzyskim meczu z Islandią. W 1997 roku wystąpił w Pucharze Konfederacji w 1997. Od 1996 do 1997 roku wystąpił w kadrze narodowej 9 razy.
| Mecze i gole w reprezentacji | Mecze i gole w reprezentacji | Mecze i gole w reprezentacji | Mecze i gole w reprezentacji | Mecze i gole w reprezentacji | Mecze i gole w reprezentacji | Mecze i gole w reprezentacji |
| #                            | Data                         | Stadion                      | Rywal                        | Wynik                        | Gol                          | Rozgrywki                    |
| 1996                         | 1996                         | 1996                         | 1996                         | 1996                         | 1996                         | 1996                         |
| ---------------------------- | ---------------------------- | ---------------------------- | ---------------------------- | ---------------------------- | ---------------------------- | ---------------------------- |
| 1.                           | 04.09.1996                   | Jablonec nad Nysą, Czechy    | Islandia                     | 2:1                          | 0                            | towarzyski                   |
| 1997                         |                              |                              |                              |                              |                              |                              |
| 2.                           | 06.09.1997                   | Toftir, Wyspy Owcze          | Wyspy Owcze                  | 2:0                          | 0                            | el. MŚ 1998                  |
| 3.                           | 23.09.1997                   | Valletta, Malta              | Malta                        | 1:0                          | 0                            | el. MŚ 1998                  |
| 4.                           | 11.10.1997                   | Praga, Czechy                | Słowacja                     | 3:0                          | 0                            | el. MŚ 1998                  |
| 5.                           | 13.12.1997                   | Rijad, Arabia Saudyjska      | Południowa Afryka            | 2:2                          | 0                            | PK 1997                      |
| 6.                           | 15.12.1997                   | Rijad, Arabia Saudyjska      | Urugwaj                      | 1:2                          | 0                            | PK 1997                      |
| 7.                           | 17.12.1997                   | Rijad, Arabia Saudyjska      | Zjednoczone Emiraty Arabskie | 6:1                          | 0                            | PK 1997                      |
| 8.                           | 19.12.1997                   | Rijad, Arabia Saudyjska      | Brazylia                     | 0:2                          | 0                            | PK 1997                      |
| 9.                           | 21.12.1997                   | Rijad, Arabia Saudyjska      | Urugwaj                      | 1:0                          | 0                            | PK 1997                      |